# Stavychtche
Stavychtche (ukrainien : Ставище) est une commune urbaine de l'oblast de Kiev, en Ukraine. Elle compte 6 138 habitants en 2021.